# Cafubá
Cafubá é um bairro da Região Oceânica de Niterói. Primeiro bairro da Região Oceânica para quem desce a serra de Pendotiba, o bairro possui limites controversos com a vizinha Piratininga, bairro do qual foi desmembrado.

## Geografia
Seu núcleo habitacional localiza-se próximo a uma das vertentes do Morro da Viração, e estende-se até próximo à Lagoa de Piratininga. Desde a década de 1990, a própria prefeitura reconhece que há divergências a respeito dos limites territoriais, havendo dúvidas para associações de moradores quanto à sua real área de abrangência. Um dos principais motivos para isto é o fato de que a denominação "Piratininga" é preferida pelo mercado imobiliário, por remeter à classe média-alta e à praia. No entanto, para alguns, os limites do bairro estendem-se até às margens da lagoa.
Principalmente na década de 70, o bairro começou a ser principalmente ocupado pela população de baixa renda, sobretudo empregados do setor terciário, tais como empregados domésticas, jardineiros, pedreiros e carpinteiros entre outros, mão-de-obra que atende, principalmente, do mercado da própria Região Oceânica. O padrão arquitetônico é considerado precário (PMN/Suma), porém, desde o início da década de 1990, uma série de melhorias no seu sistema viário e na sua infra-estrutura urbana atraíram novos loteamentos, com padrão construtivo considerado pelo poder público municipal como mais elevado.

### Delimitação
O território do Cafubá oficialmente faz divisa com Piratininga, Jacaré, São Francisco, Maceió e Cantagalo. No entanto, com os três últimos, a delimitação se dá pela serra, não sendo a área ocupada pelo núcleo populacional, que se situa apenas em uma pequena parte do território.
Ainda de acordo com a delimitação oficial, a divisa entre Cafubá e Piratininga começa após o DPO do Cafubá, no encontro entre a Estra Francisco da Cruz Nunes e a R. Paulo de Melo Kalle, seguindo pela Av. Celso Apregio de Macedo e Av. Raul de Oliveira Rodrigues. Na esquina da Rua Roma com a Estrada Francisco da Cruz Nunes há uma divisa tripla, com Piratininga e o Jacaré.

### Demografia
Segundo o Censo IBGE de 2000, o Cafubá possuía 3593 habitantes. É perceptível a divisão do Cafubá em duas áreas, sendo a primeira predominante ocupada por uma população de baixa renda, mais próxima ao Morro da Viração; já a segunda, mais próxima à lagoa, possui ocupação mais recente e é ocupada predominantemente pela classe média especialmente no trecho entre a antiga estrada Celso Peçanha e a lagoa, cujo território compreende o loteamento Mar Alegre, trecho este onde há a maior indefinição quanto aos limites do bairro. Entre os pequenos núcleos de baixa renda, estão as comunidades da Beira da Lagoa e da Favelinha da Rua 57, áreas de posse.

### Serviços
Possui um posto policial na Estrada Francisco da Cruz Nunes, próximo ao chamado Trevo de Piratininga. É um bairro residencial, no entanto conta com uma boa rede de serviços comerciais e comunitários. Possui uma associação de moradores, a Associação de Moradores e Amigos do Cafubá - AMAC, que faz parte do Conselho comunitário da Região Oceânica de Niterói.

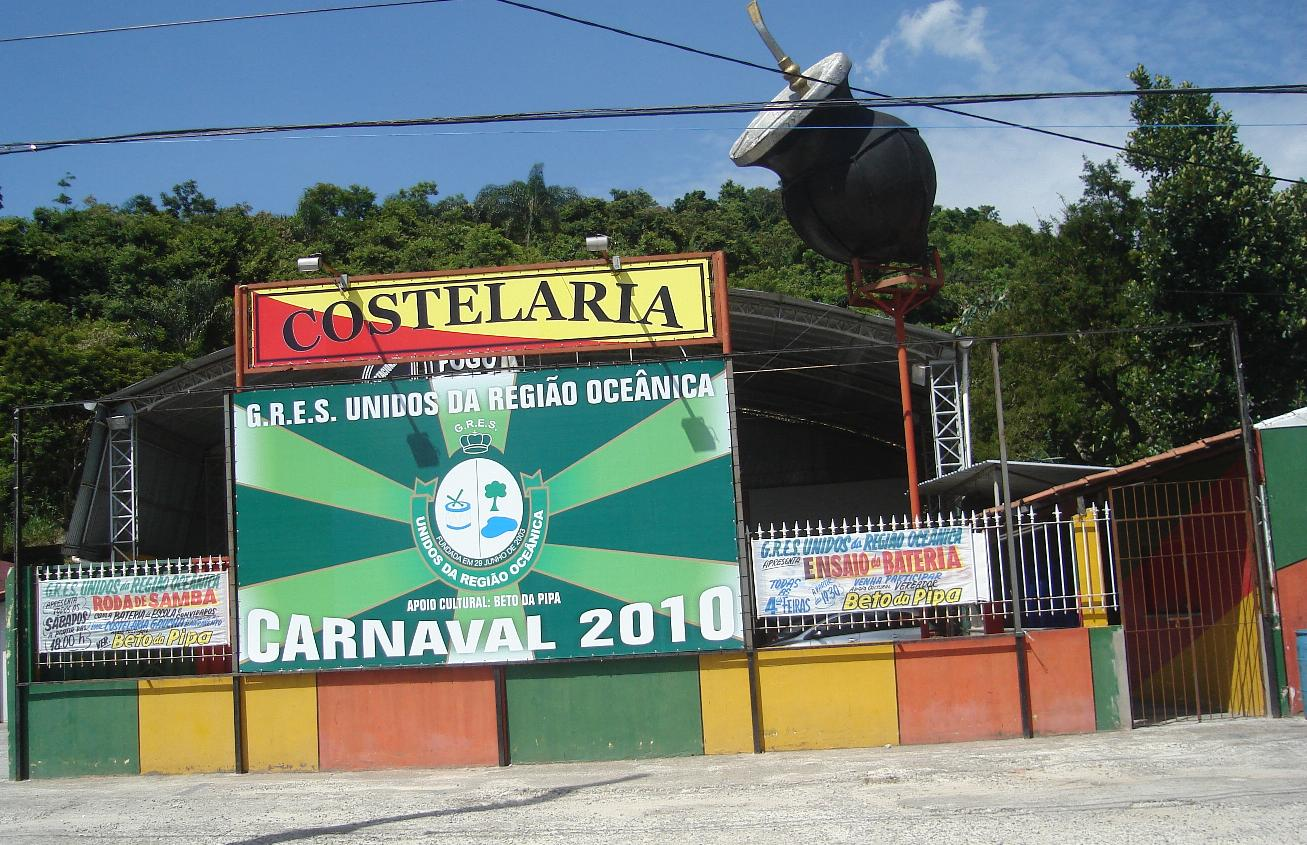
Quadra da Unidos da Região Oceânica.

No bairro está localizada desde meados da década de 2000 a escola de samba Unidos da Região Oceânica. O bairro do Cafubá na Região Oceânica. com  a Transoceânica, que liga Charitas ao Cafubá, vem trazendo transformação na vida social desta comunidade para melhor. Conforme depoimento de alguns moradores, a infraestrutura do bairro foi acontecendo lentamente mas com a chegada do túnel, tiveram um avanço na melhoria do bairro trazendo mais conforto, melhorando a qualidade de vida a tempo almejada.
A TransOceânica será uma via expressa de 9,3 quilômetros de extensão, atendendo os bairros Jardim Imbuí, Cafubá, Piratininga, Camboinha, Itacoatiara, Itaipu, Maravista, Santo Antônio, Jacaré, Serra Grande e Engenho do Mato, todos situados na Região Oceânica. Vai trazer melhoria na locomoção dos moradores da Região Oceânica, integrando essas duas regiões com transporte de qualidade, são ônibus BRT, que fará o percurso do Engenho do Mato até Charitas em 25 min, ciclovia, duas faixas para veículos e sem cobrança de pedágio no túnel.
A crise econômica que atinge o mercado imobiliário não abalou a Região Oceânica, principalmente o bairro do Cafubá devido a construção da TransOceânica. de acordo com o portal da ZAP Imóveis, o metro quadrado teve uma variação do preço de 29,9% (R$5.018) diferenciando do ano anterior (R$4 150). Quando iniciou a construção do túnel houve uma movimentação por parte das imobiliárias em aumentar o valor dos imóveis.

## História
Segundo informações colhidas pela Prefeitura de Niterói junto a moradores mais antigos, no início do século XX, havia na região do atual Cafubá uma fazenda onde criava-se o gado bovino de origem africana e cor cinzento-escura, chamado popularmente de Cafubá.
Na década de 1970, a população de baixa renda começou a se instalar em maior quantidade, sendo o bairro oficialmente desmembrado de Piratininga pelo decreto nº 4895 de 1986. No dia 06 de Maio de 2017, foi inaugurado o Túnel Charitas-Cafubá, que liga a Avenida Prefeito Sylvio Picanço, em Charitas, ao Cafubá, por um traçado de 1,35 quilômetro.